# Jamie Semple
Jamie Semple (* 17. Mai 2001 in Bellshill) ist ein schottischer Fußballspieler, der zuletzt beim FC Motherwell unter Vertrag stand.

## Karriere

### Verein
Jamie Semple wurde im Jahr 2001 in Bellshill 3 km nördlich von Motherwell geboren. Im Jahr 2014 kam er zum FC Motherwell, für den er fortan in der Jugend spielte. Am 27. April 2019 gab er im Alter von 17 Jahren sein Debüt in der Profimannschaft des Vereins. Er kam am 35. Spieltag der Scottish Premiership 2018/19 als Einwechselspieler für David Turnbull gegen den FC Dundee zum Einsatz. Bis zum Ende der Saison folgten zwei weitere Ligaspiele. Ab September 2020 ist er an die Cove Rangers in die dritte schottische Liga verliehen.

### Nationalmannschaft
Jamie Semple begann ab dem Jahr 2017 den schottischen Fußballverband in Länderspielen der Juniorenteams zu repräsentieren. Sein Debüt feierte er in der U-17 gegen Italien am 18. August 2017. In seinem fünften von insgesamt acht Spielen in dieser Altersklasse gelang ihm gegen Polen im Februar 2018 sein erstes Tor, das zugleich den 1:0-Siegtreffer bedeutete. Im selben Jahr kam er zu einem Einsatz in der U-18 gegen Usbekistan. Im September 2019 debütierte Semple in der Schottischen U-19 gegen Japan.